# Góry (rejon kamieniecki)
Góry (biał. Горы, Hory; ros. Горы, Gory) – wieś na Białorusi, w obwodzie brzeskim, w rejonie kamienieckim, w sielsowiecie Wojska.

## Historia
W dwudziestoleciu międzywojennym leżały w Polsce, w województwie poleskim, w powiecie brzeskim, w gminie Kamieniec Litewski. W 1921 miejscowość liczyła 33 mieszkańców, zamieszkałych w 7 budynkach, w tym 10 Polaków, 9 Białorusinów, 8 tutejszych i 6 osób innej narodowości. Wszyscy mieszkańcy byli wyznania prawosławnego. Istniała wówczas także leśniczówka Góry.
Po II wojnie światowej w granicach Związku Sowieckiego. Od 1991 w niepodległej Białorusi.